# Stejnopohlavní manželství na Islandu
Stejnopohlavní manželství je na Islandu legální od 27. června 2010. Návrh zákona redefinující manželství na genderově-neutrální byl přijat Althingem 11. června 2010. Žádný z členů parlamentu nehlasoval proti návrhu a podle statistik veřejného mínění se stejnopohlavní manželství těší na Islandu velké podpoře. Island se takto stal devátou zemí na světě, která legalizovala stejnopohlavní manželství.

## Registrované partnerství
Návrh zákona o registrovaném partnerství (islandsky:staðfestur staðfest) párů stejného pohlaví byl islandskému parlamentu předložen v r. 1996. 4. června téhož roku jej přijal Althing v poměru hlasů 44:1. Nový zákon se stal účinným 27. června 1996. Tento zákon byl posléze zrušen přijetím zákona o genderově-neutrálním manželství.
Registrované partnerství bylo přístupné pouze stejnopohlavním párům a garantovalo jim zcela stejná práva a povinnosti jako mají manželé. Všechny politické strany zastoupené v Althingu zákon podporovaly.
8. května 2000 přijal islandský parlament novelu zákona o registrovaném partnerství v poměru hlasů 49:1. Ta umožnila cizincům, kteří mají nejméně dva roky na Islandu trvalý pobyt, uzavřít registrované partnerství. Jiná novela umožnila osobě žijící v registrovaném partnerství osvojení biologického dítěte svého partnera, pokud se nejednalo o dítě osvojené v zahraničí. Island se tak po Dánsku stal druhou zemí na světě, která poskytla homosexuálním párům určitá adopční práva.
2. června 2006 přijal parlament zákon zcela zrovnoprávňující homosexuální páry v adopčním procesu, rodičovství a přístupu k asistované reprodukci. Žádný zákonodárce nehlasoval proti a zákon nabyl účinnosti 27. června 2006.
Novela, která nabyla účinnosti 27. června 2008, povolila Islandské církvi a jiným náboženským skupinám žehnat registrovaným homosexuálním párům před Bohem.
Jedním ze známých Islanďanů žijících v registrovaném partnerství byla také bývalá premiérka Jóhanna Sigurðardóttir a její partnerka Jónína Leósdóttir. 27. června 2010 si pár nechal změnit svůj svazek na manželství.

## Stejnopohlavní manželství
Islandská vláda sestavená v dubnu 2009 oznámila, že za svého působení zpracuje vlastní návrh zákona o manželství pro všechny. Platforma vládní koalice 'Aliance sociální demokracie a Hnutí zelená levice' zveřejnila 19. května 2009, že novela zákona o manželství bude s největší pravděpodobností přijat. Nebyl přesně řečen její obsah, ale tak nějak se vědělo, že se jedná právě o zpřístupnění manželství párům stejného pohlaví. Opoziční Progresivní strana taktéž podporovala manželství pro všechny.
18. listopadu 2009 potvrdila islandská ministryně spravedlnosti a lidských práv Ragna Árnadóttir, že vláda pracuje na vlastním návrhu novely zákona o manželství pro všechny. 23. března 2010 předložila vláda návrh na zrušení zákona o registrovaném partnerství a jeho nahrazení genderově-neutrálním manželstvím. 11. června 2010 přijal tento návrh islandský parlament v poměru hlasů 49:0. 7 zákonodárců se zdrželo a 7 bylo nepřítomných. Zákon se stal účinným 27. června 2010.
Hlasování Althingu 11. června 2010
| Strana                      | Pro | Zdržel se/Nepřítomen |
| --------------------------- | --- | -------------------- |
| Aliance sociální demokracie | 17  | 3                    |
| Strana nezávislosti         | 12  | 4                    |
| Hnutí zelené levice         | 11  | 3                    |
| Progresivní strana          | 5   | 4                    |
| Hnutí                       | 3   | 0                    |
| Bez politické příslušnosti  | 1   | 0                    |
| Celkem                      | 49  | 14                   |

## Veřejné mínění
Podle průzkumu Gallup z února 2000 podporovalo právo leseb a gayů na osvojení dětí 53 % Islanďanů, 12 % bylo neutrálních a 35 % bylo proti.
Později anketa Gallup z července 2004 ukázala, že 87 % Islanďanů podporuje stejnopohlavní manželství. Jiná od Fréttablaðið uskutečněná v listopadu 2005 ukázala, že 82,3 % obyvatelstva podporuje právo leseb podstupovat umělé oplodnění.